# Ralph Allen Sampson
Ralph Allen Sampson (* 25. Juni 1866 in Schull, County Cork, Irland; † 7. November 1939 in Bath) war ein britischer Astronom.
Sampson war eines von fünf Kindern eines Chemikers aus Cornwall. Durch Fehlinvestitionen in eine Mine in Cornwall lebte die Familie (der Vater starb früh) in bedrängten Verhältnissen, sodass er erst mit 14 Jahren die Schule in Liverpool besuchen konnte. Dort brillierte er dann allerdings durch seine Leistungen insbesondere in Mathematik. Er studierte ab 1884 mit einem Stipendium am St John’s College (Cambridge) mit dem Abschluss 1888. Er war u. a. ein Student von John Couch Adams, der sein Tutor für die mathematischen Tripos-Prüfungen war, in denen er 1888 Third Wrangler wurde. 1889 erhielt er den Smith-Preis und wurde Fellow des St. John’s College. 1891 erhielt er die Isaac Newton Studentship in Astronomie und physikalischer Optik. Er veröffentlichte über Hydrodynamik und Astrophysik (Modelle des inneren Aufbaus der Sonne) unter anderem über Strömungen durch kreisförmige Löcher in Platten (Sampson flow). 1895 wurde er Professor für Mathematik am Durham College in Newcastle upon Tyne. 1895 wurde er Professor für Mathematik in Durham (das heißt in dem in Durham gelegenen Teil der Universität, der späteren University of Durham) und wurde Direktor des Observatoriums in Durham. 1910 wurde er Astronomer Royal for Scotland und Regius Professor für Astronomie der University of Edinburgh. 1937 emeritierte er aus Gesundheitsgründen und zog nach Bath.
Er erforschte pionierhaft die Messung der Farbtemperatur von Sternen. Des Weiteren entwickelte er Theorien zur Bewegung der vier Galileischen Monde, wofür er 1928 mit der Goldmedaille der Royal Astronomical Society ausgezeichnet wurde. Damals existierten Diskrepanzen zwischen den Beobachtungen – für die Sampson die Beobachtungen des Harvard College Observatoriums auswertete – und den himmelsmechanischen Vorhersagen. Er veröffentlichte 1910 Tafeln der Positionen der vier Monde des Jupiter von 1850 bis 2000 und 1921 erschien sein Buch Theory of the four great satellites of Jupiter (Royal Astronomical Society, London). In Edinburgh befasste er sich insbesondere mit Zeitmessung (er war erster Präsident der Commission de l´heure) und der geometrischen Optik und Beseitigung von optischen Fehlern von Teleskopen.
Er veröffentlichte auch 1900 die unveröffentlichten Manuskripte von John Couch Adams im Rahmen der Werkausgabe. Vor allem deswegen wurde er 1903 Fellow der Royal Society. 1911 wurde er Fellow der Royal Society of Edinburgh, deren Generalsekretär er von 1923 bis 1933 war und deren Keith Preis er 1919 erhielt. 1915 erhielt er den Hopkins Prize der Cambridge Philosophical Society. Er war Ehrendoktor der University of Durham (D. Sc.) und der University of Glasgow (LL.D).
Von 1915 bis 1917 war er Präsident der Royal Astronomical Society.
Er war seit 1894 verheiratet und hatte drei Töchter (darunter die Cellistin Peggie Sampson) und einen Sohn.
Der Mondkrater Sampson wurde 1976 nach ihm benannt sowie 2022 der Asteroid (9881) Sampson.